# Włodzimierz Zawadzki (zapaśnik)
Włodzimierz Jan Zawadzki (ur. 28 września 1967 w Polanach) – polski zapaśnik. Zapaśnik stylu klasycznego (wagi piórkowej 62 kg). Reprezentował Orła Wierzbica (1980–1987) i Legię Warszawa (od 1987).

## Życiorys
Treningi rozpoczął w klubie MZKS Orzeł Wierzbica. Pierwszym osiągnięciem był start w mistrzostwach Polski juniorów, które odbywały się w Radomiu. Po otrzymaniu powołania do wojska reprezentował Legię Warszawa u boku Bolesława Dubickiego. Po kontuzji Mieczysława Tracza, reprezentanta Polski w wadze piórkowej, trener kadry Stanisław Krzesiński postanowił wysłać Zawadzkiego na Memoriał Władysława Pytlasińskiego, gdzie zdobył drugie miejsce, a rok później, z Aschaffenburga przywiózł tytuł mistrza Europy. Ten sukces dał mu nominację do drużyny na igrzyska olimpijskie (1992).
W Barcelonie otarł się o medal. Po wygranej z dwoma rywalami z Japonii i Chin przegrał walkę z Rosjaninem Sergiejem Martynowem, a w walce o brąz nie sprostał Kubańczykowi Juanowi Luisowi Marénowi i zajął 4 miejsce. Na kolejnych igrzyskach olimpijskich nie dał szans Kubańczykowi w finale turnieju olimpijskiego w Atlancie. Zdobył dwa srebrne i dwa brązowe medale Mistrzostw Świata, 3 złote medale Mistrzostw Europy.
Odznaczony złotym i dwa razy srebrnym Medalem za Wybitne osiągnięcia sportowe oraz Krzyżem Kawalerskim (1996) i Oficerskim (2021) Orderu Odrodzenia Polski.
Włodzimierz Zawadzki jest żołnierzem 3 Batalionu Zabezpieczenia Dowództwa Wojsk Lądowych w Warszawie.

## Osiągnięcia
- Mistrz Olimpijski z Atlanty (1996).
- 12-krotny Mistrz Polski (1990, 1991, 1993–2002)
- medale Mistrzostw Świata:
  - 1994 –  Brąz w Tampere
  - 1995 –  Srebro w Pradze
  - 1997 –  Brąz we Wrocławiu
  - 2002 –  Srebro w Moskwie
- medale Mistrzostw Europy:
  - 1991 –  Złoto w Aschaffenburgu
  - 1995 –  Złoto w Besançon
  - 1999 –  Złoto w Sofii